# 納谷真大
納谷 真大（なや まさとも、1968年10月19日 - ）は、日本の俳優、演出家、劇作家。和歌山県和歌山市生まれ。北海道札幌市を拠点として活躍している。

## 経歴
向陽高校、早稲田大学卒。富良野塾9期生。倉本聰に師事。劇団イナダ組研究生、演劇企画集団ガジラ、秦建日子プロデュース、FICTION、OOPARTSなど様々な劇団に役者として参加。2001年、「EASY LIAR!」で『北の戯曲賞』優秀賞受賞。2004年、演劇団体ELEVEN NINESを結成し、代表となる。2007年上演の「あっちこっち佐藤さん」でライフコート札幌舞台芸術賞演劇大賞を受賞。2024年に札幌駅北口に開館した「北八劇場」の初代芸術監督。
趣味は読書、映画鑑賞、ルアーフィッシング、特技はバスケットボール。富良野塾の先輩である山下澄人を「兄さん」と慕う。

## 出演作

### 舞台
富良野塾公演
- ニングル
- 今日、悲別で…
- 屋根
- 地球、光りなさい!

演劇企画集団ガジラ公演
- アプレゲール

秦建日子プロデュース公演
- サハラ
- リセット
- 5 FIVE
- タクラマカン

スリル アンド チャンス公演
- 遊園地HEAVEN
- オムニバス・コレクション

FICTION公演
- 新世界
- かわいそうなサボテン
- 春の祭典
- マダラミドリガメ

11☆9公演
- 天国への会談
- エンギデモナイ
- やんなるくらい自己嫌悪
- イージー☆ライアー
- あっちこっち佐藤さん
- 唯、優しさを織りこんでキミの修復

劇団イナダ組
- 亀屋ミュージック劇場（ほおる）
- 第2柿沼特攻隊
- ロードツアー2007 コバルトにいさん
- Sui Site〜実態の無い透明な犬と彼女
- コバルトにいさん（東京公演） - TOKYO GEKIDAN FES'08参加作品
- コバルトにいさん（北九州公演） - 北九州演劇フェスティバル2009参加作品
- コバルトにいさん（札幌公演）
- プーチンの落日
- コバルトにいさん（全国ツアー）

ハイバイ
- ワレワレのモロモロ2024 札幌東京編[4]

鈴井貴之作・演出公演
- OOPARTS CUT
- 樹海 -SEA of TREE-

### テレビドラマ
- 玩具の神様（1999年、NHK）
- Dr.コトー診療所（フジテレビ） - 山下一夫 役
  - Dr.コトー診療所（2003年）
  - Dr.コトー診療所2004（2004年）
  - Dr.コトー診療所2006（2006年）
- 優しい時間（2005年、フジテレビ） - 滝川 役
- やすらぎの郷（2017年、テレビ朝日） ‐ 橋本忠吉 役
  - やすらぎの刻〜道（2019 - 2020年、テレビ朝日） ‐ 橋本忠吉
- 永遠のニシパ 〜北海道と名付けた男 松浦武四郎〜（2019年、NHK） ‐ イワンハルカ 役
- チャンネルはそのまま!（2019年3月18日 - 22日、北海道テレビ放送） - 北海道札幌方面中央警察署副署長 役

### 映画
- HANA-BI（1998年、北野武監督） - 刑事 役
- 女刑事RIKO 聖母の深き淵（1998年、井坂聡監督）
- パッチギ!（2005年、井筒和幸監督）
- 聞き込み（2018年、富澤たけし監督）

### ラジオ
- TIME for THEATER（2025年1月5日 - 、STVラジオ）

### ラジオドラマ
- FMシアター（NHK-FM）
  - 『時をわたる聲』（2025年6月28日）[5]